# Château de Moux
Le château de Moux est une forteresse médiévale située à Corgoloin en Bourgogne-Franche-Comté .

## Localisation
Le château est isolé à l'extrémité est de la commune, au sud-est du hameau de Cussigny, en rive est de la RD 2.

## Historique
La seigneurie émane à la fin du XVe siècle du démembrement de celle d'Argilly et on attribue la construction du manoir à la famille de Salins. Celui-ci s'étant trouvé partagée par héritage, Suzanne de Salins en rachète la totalité en 1539. En 1623, "Il y a un corps de logis, un pavillon, grange, estable, colombier, cour, bassecour, jardin et verger le tout clos de murailles non fossoyées". En 1767 on décrit « un grand corps de bâtiment avec deux caves et deux grandes chambres au-dessus, une chambre de four à côté, une autre petite chambre joignant une chapelle en ruine, dans le haut deux grandes chambres, un cabinet à côté et deux greniers dessus ... Au nord une pièce de vigne et une grande cour par devant, le tout entouré de murs ». La chapelle, les fossés et le dispositif de défense disparaissent au XVIIIe siècle[réf. souhaitée].

## Architecture
Le manoir, implanté à l'est de la parcelle, comprend un corps central et un autre accolé à la façade sud, une tour carrée accolée à la même façade et une tourelle sur la façade ouest. Il comprend une cave, un rez-de-chaussée surélevé et un étage couvert de tuiles plates et éclairé par des tabatières. Le pigeonnier comprend un rez-de-chaussée et deux étages couverts de tuiles plates. Le bâtiment des communs implanté à l'ouest du pigeonnier comprend un rez-de-chaussée, un étage et un comble avec toit à longs-pans couvert de tuiles mécaniques[réf. souhaitée].
Le manoir de Moux est inscrit aux monuments historiques par arrêté du 24 janvier 1947.